# シノーラ (アルバム)
『シノーラ』（Shinola）は、アメリカ合衆国のジャズ・ギタリスト、ジョン・スコフィールドが1981年12月に録音し、1982年に発表したライブ・アルバム。

## 解説
スコフィールドは1981年12月12日から14日まで、ミュンヘンのクラブ「Vielharmonie」で連続公演を行っており、本作には12日と13日、次作『アウト・ライク・ア・ライト』には14日のライブ音源が収録された。なお、1987年には、これら2作を1枚のCDにまとめた日本企画のコンピレーション・アルバム『ライヴ'81』がキングレコードから発売されている。
スコット・ヤナウはオールミュージックにおいて5点満点中4点を付け「ここでのスコフィールドの演奏はロック的であることが多いが、ジャッキー・マクリーンの"Dr. Jackle"ではジャズ的な技巧を見せつけている」と評している。また、トム・グリーンランドは2010年、All About Jazzのレビューで5点満点中4.5点を付け「ポスト・バップ的な傾向と実に無骨なリリシズムに、ロックやリズム・アンド・ブルースの要素を混ぜ合わせた、このギタリスト独特のスタイルは、キャリア初期に当たるこの時点においても、大いなる発展を遂げている」と評している。

## 収録曲
特記なき楽曲はジョン・スコフィールド作曲。
1. ホワイ・ドゥ・ユー・ドゥ・イット - "Why'd You Do It?" - 5:44
2. ヨーン - "Yawn" - 9:14
3. ドクター・ジャックル - "Dr. Jackle" (Jackie McLean) - 6:01
4. ジーン・ザ・ビーン - "Jean the Bean" - 7:00
5. ラグズ・トゥ・リッチズ - "Rags to Riches" - 6:41
6. シノーラ - "Shinola" - 3:04

## 参加ミュージシャン
- ジョン・スコフィールド - エレクトリック・ギター
- スティーヴ・スワロウ - エレクトリックベース
- アダム・ナスバウム（英語版） - ドラムス